# Paul Imiéla
Paul Imiéla (Houdain, 23 de enero de 1943-18 de septiembre de 2024) fue un futbolista francés que jugó en la posición de defensa.

## Carrera
Jugó toda su carrera con el Amiens SC con el que debutó en 1965 luego de estar un año en la institución como voluntario, jugando en su primera temporada en el Championnat de France Amateur. El club lograría jugar en la Division 2 durante sus años en la institución, siete de los cuales fue el capitán del equipo.
Se retiró en 1980 luego de jugar 404 partidos y anotó 30 goles con el club.

## Estadísticas
| Temporada | Club      | País    | División | Apariciones | Goles |
| --------- | --------- | ------- | -------- | ----------- | ----- |
| 1965-1966 | Amiens SC | Francia | 3        | 22          | 3     |
| 1966-1967 | Amiens SC | Francia | 3        | 20          | 2     |
| 1967-1968 | Amiens SC | Francia | 3        | 27          | 0     |
| 1968-1969 | Amiens SC | Francia | 3        | 26          | 1     |
| 1969-1970 | Amiens SC | Francia | 3        | 29          | 2     |
| 1970-1971 | Amiens SC | Francia | 2        | 30          | 1     |
| 1971-1972 | Amiens SC | Francia | 2        | 29          | 3     |
| 1972-1973 | Amiens SC | Francia | 2        | 35          | 3     |
| 1973-1974 | Amiens SC | Francia | 3        | 27          | 4     |
| 1974-1975 | Amiens SC | Francia | 2        | 35          | 3     |
| 1975-1976 | Amiens SC | Francia | 2        | 34          | 2     |
| 1976-1977 | Amiens SC | Francia | 2        | 34          | 2     |
| 1977-1978 | Amiens SC | Francia | 3        | 29          | 3     |
| 1978-1979 | Amiens SC | Francia | 2        | 24          | 1     |
| 1979-1980 | Amiens SC | Francia | 3        | 3           | 0     |

## Logros
- Futbolista del Siglo del Amiens SC.[2]